# Kohei Tokita
Kohei Tokita (土岐田 洸平 Tokita Kohei?), född 16 mars 1986 i Tokyo prefektur, är en japansk fotbollsspelare.
Tokita började sin karriär 2008 i Omiya Ardija. Efter Omiya Ardija spelade han för Oita Trinita och FC Machida Zelvia.